# Aquilonia (Era Hiboria)

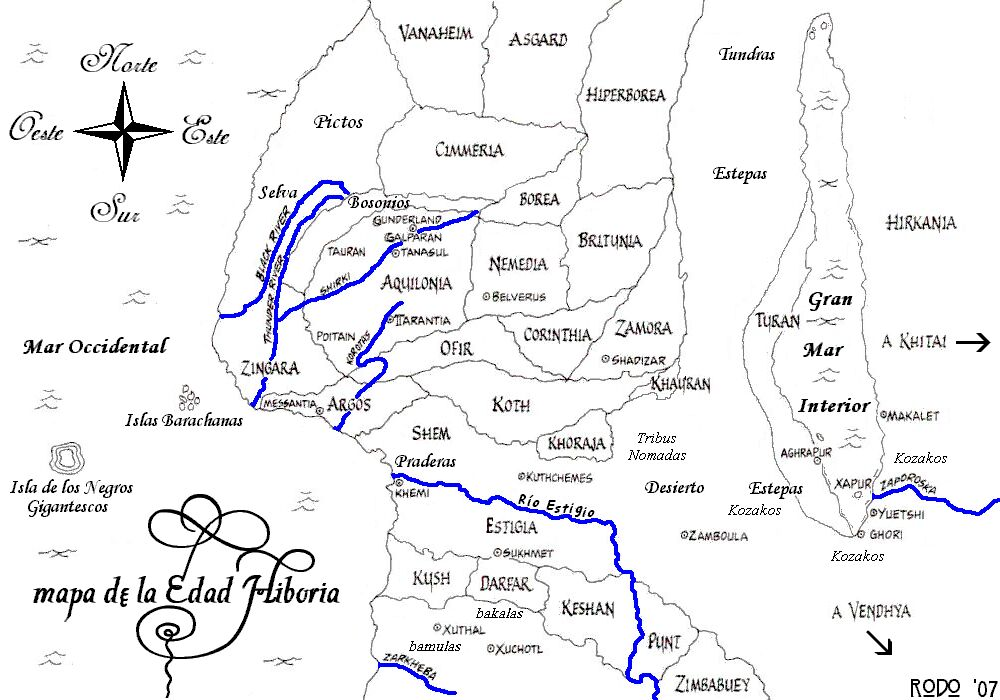
Mapa de la Edad Hiboria con la ubicación de Aquilonia.

Aquilonia es un país ficticio creado por Robert E. Howard en su universo de la Era Hiboria, en el cual mora su personaje Conan el Bárbaro. Hay un momento en el que Conan derroca al rey Numedides y se convierte en el dirigente del país. Este reino era de los más poderosos de la Era Hiboria, con un nivel cultural muy avanzado y unas fronteras de una estabilidad comparable al reino de Hiperbórea.

## Geografía
Aquilonia estaba compuesta por varias provincias, de las cuales, las más importantes eran:
- Gunderland en el norte, con una cultura más fiel a las tribus hibóreas originales.
- Poitain en el sur, con mucho contacto con sus zingarios vecinos.
- Attalus, en el sureste, una provincia de grandes comerciantes.
- Marcas Bosonias (o Bosonia), al este, un territorio que gozaba de cierta autonomía y que, mediante sus reputados arqueros, sirve para retener las incursiones de los pictos en territorio aquilonio.

## Religión
El panteón aquilonio estaba regido por Mitra, que no exigía sacrificios humanos.

## Organización militar
El ejército del país era de orígenes diversos, pero el grueso lo componían:
- Caballería pesada
- Lanceros y piqueros de Gunderland
- Arqueros bosonios

## Aquilonia y la caída de Hiboria
El papel de Aquilonia en la caída de los pueblos hiborios fue decisivo, ya que su política imperialista y opresora causó gran descontento entre sus súbditos, entre ellos los bosonios. Éstos, al retirarse del ejército aquilonio para defender sus tierras frente a las invasiones pictas, fueron masacrados por las tropas de Aquilonia, lo que provocó un vacío defensivo que fue aprovechado por los pictos para arrasar las tierras hiborias entrando desde el norte. Esto fue aprovechado conjuntamente por hyrkanios y bárbaros del norte para arrasar el resto de territorios.

## Aquilonia en el mundo real
Howard fue muy preciso refiriéndose a las relaciones geográficas entre su mundo ficticio y la moderna Europa, y Aquilonia podría situarse en Francia y el sur de Gran Bretaña.
Aquilonia es también un nombre de dos ciudades: una ciudad italiana y un nombre antiguo de la ciudad de Quimper. La Aquilonia ficticia no debería confundirse con Quimper o la ciudad italiana de Aquilonia; de todos modos, hay claras similitudes entre la geografía de la Hiboria noroccidental y la Europa actual.
- Datos: Q1144305